# Groupe Nice-Matin
Le Groupe Nice-Matin est un groupe de presse régional actif dans la région Provence-Alpes-Côte d'Azur. Il détient les journaux Nice-Matin, Var-Matin et Monaco-Matin.
Le groupe appartient à la holding NJJ de Xavier Niel.

## Histoire

### de 1998 à 2007: la période Lagardère
Le titre Nice-Matin est acheté à la fin des années 1990 par Hachette Filipacchi Médias (HFM), filiale de Lagardère SCA. Michel Bavastro, cofondateur du journal, cède ainsi 35 % des actions qu'il détient pour près de 200 millions de francs. Peu après, Nice-Matin rachète le quotidien Var-Matin, qui étaient alors en concurrence avec les éditions varoises de Nice-Matin, pour 164 millions de francs.

### de 2007 à 2014: la période Hersant Média
Le 13 août 2007, Lagardère SCA annonce la vente de ses titres régionaux du sud de la France, soit les quotidiens du Groupe Nice-Matin ainsi que La Provence, au Groupe Hersant Média (GHM) pour un montant de 160 millions d'euros. Le rachat se fait par LBO ; la somme empruntée aux banques étant de 215 millions d'euros. En décembre 2012, à l'issue d'une période de conciliation, un accord est trouvé avec les banques créancières pour la reprise de GHM par la famille Hersant (Philippe Hersant, sa sœur et son frère) et par l'homme d'affaires Bernard Tapie, lesquels ont fait une proposition à 50-50 pour un montant s'élevant à 50,5 millions d'euros,. À la mi-juillet 2013, un conciliateur est nommé afin de trouver une solution de partage de GHM entre les deux actionnaires qui souhaitent se séparer. En décembre 2013, un accord est entériné ; la famille Hersant garde le Groupe Nice-Matin (ainsi que France-Antilles et 50 % de Corse-Matin). De nouveaux investisseurs sont alors recherchés, alors que plane la menace d'un redressement judiciaire du groupe.

### 2014: redressement judiciaire
Le 6 février 2014, la direction du groupe annonce officiellement que l'entrepreneur et homme politique niçois Jean Icart (actuel conseiller général DVD du canton de Nice-2 et conseiller municipal de Nice) associé à un fonds d'investissement privé européen, devient majoritaire au capital. GHM ne détiendrait plus que 20 % des actions.
Le 14 février 2014, la direction du groupe informe que c'est le fonds GXP Capital qui s'est associé à Jean Icart à travers une nouvelle structure dénommée Nice Morning. Celle-ci devrait recevoir un soutien financier estimée à 20 millions d'euros. Jean Icart devrait devenir PDG du groupe à partir du 1er mars 2014. Il annonce mettre fin à tous ses mandats électoraux.
En mai 2014, le groupe est placé en redressement judiciaire par le tribunal de commerce de Nice. Plusieurs offres sont proposées pour reprendre le groupe. Les différents repreneurs qui se manifestent sont :
- le groupe de presse belge Rossel
- Georges Ghosn, ancien propriétaire de La Tribune et de France Soir
- les salariés du journal eux-mêmes

D'autres offres sont formulées  par de potentiels repreneurs, mais ceux-ci retirent finalement leur offre :
- Bruno Ledoux, principal actionnaire du journal Libération. Il retire son offre le 5 septembre 2014[15].
- Clepsydre, du groupe Azur Santé Retraite, qui retire son offre le 22 septembre 2014[16].
- la Société normande d’information et de communication, éditrice de Paris Normandie. Cette offre est finalement retirée par le président de la société le 13 octobre 2014[17].

### Depuis le 7 novembre 2014
Le 7 novembre 2014, le tribunal de commerce de Nice retient la candidature de la société coopérative d'intérêt collectif des salariés de Nice-Matin pour la reprise de leur groupe déficitaire. Le groupe devient ainsi la plus grosse coopérative de presse en France.
Cette offre est rendue possible par les dons des salariés, des lecteurs du quotidien qui ont pu donner via à une campagne de financement participatif sur Ulule, et le soutien financier de Bernard Tapie,, conditionné à la vente à La Provence des 50 % des parts que détient le journal niçois dans Corse-Matin.
La gouvernance est confiée à un directoire, présidé par Robert Namias qui devient également le directeur des rédactions. En avril, Jean-Marc Pastorino et Pascal Jacquesson sont également désignés directeurs généraux du groupe.
En mars 2015, le projet d'offre numérique imaginé par l'équipe du journal, fondé sur un algorithme intelligent et sur le journalisme de solutions, est sélectionné par le fonds Google qui le finance à hauteur de 600 000 €. Cette version numérique est mise en ligne en janvier 2016 sous forme d'une offre payante qui intéresse 10 000 abonnés.
Le 2 septembre 2015, Robert Namias annonce son départ du groupe Nice-Matin. Cette décision fait suite à des tensions sur la santé financière du groupe, entre l'équipe de direction et le conseil de surveillance. Il est remplacé par Jean-Marc Pastorino. Une gouvernance collégiale est mise en place avec trois directeurs généraux : Pascal Jacquesson qui occupait déjà ce poste, Alain Cantone et Denis Carreaux. Cette gouvernance est provisoire et restera en place jusqu'au 30 janvier 2016.
Le 10 mai 2016, les 432 salariés-actionnaires décident de s'adosser au groupe belge Nethys qui va acquérir dans un premier temps, via sa filiale Avenir Développement, 20 % du capital et qui a vocation à devenir majoritaire dans les trois ans. La Scic devrait conserver à terme 49 % du capital.
Le 6 mars 2019 la société est placée en procédure de sauvegarde.

### 2020 et le rachat du groupe par Xavier Niel
En juillet 2019, Xavier Niel rachète, avec sa holding NJJ, les parts du groupe Nice-Matin détenues par Nethys, soit 34% du groupe, pour monter à 51 %. Les 49 % restant sont encore detenus par les salariés[réf. nécessaire]. L'homme d'affaires deviendrait donc seul et unique actionnaire du groupe. Le 26 mars suivant, le tribunal de commerce de Nice valide le plan de sauvegarde du groupe présenté par NJJ Holding.
À la suite de ce rachat, c'est Anthony Maarek qui prend la présidence du groupe, remplaçant Jean-Marc Pastorino, qui ne soutenait pas le rachat du groupe par NJJ Holding. Christophe Mare en devient le directeur général.
En mars 2025, les salariés du groupe se mettent en grève afin de réclamer des renforts immédiats après de nombreux départs non remplacés, affectant ainsi la qualité éditoriale des médias du groupe.

## Dirigeants
Président du directoire :
- Anthony Maarek [26]

Directeur général :
- Christophe Mare [26]

Directeur de la rédaction :
- Denis Carreaux[24]

Conseil de surveillance provisoire :
- Mourad Boudjellal
- Roméo Cirone
- Michèle Cotta
- Jean-Louis Croquet
- Valérie Decamp
- Adeline de Metz
- Michel Ghetti
- Alain Guerrini
- Benoît Raphaël
- Thierry Boetti
- Jean-Pierre Rivère
- Michel Rubino
- Claude Weill

Anciens membres du conseil de surveillance provisoire :
En février 2015, Éric de Montgolfier quitte le conseil de surveillance provisoire, à la suite d'un désaccord avec Robert Namias sur la santé financière du groupe.
Anciens dirigeants :
- Michel Comboul, de mars 1998[31] au 31 janvier 2008[32]
- Jean-Paul Louveau, du 31 janvier 2008 à janvier 2009[33]
- Éric Debry, de janvier 2009 à avril 2010[34]
- Dominique Bernard, de mai 2010 à novembre 2014[35]